# 5396 Kathleenhowell
Az 5396 Kathleenhowell (ideiglenes jelöléssel (5396) 1988 SH1) a Naprendszer kisbolygóövében található aszteroida. Henri Debehogne fedezte fel 1988. szeptember 20-án.